# ليوناردو فاكا
ليوناردو فاكا (بالإسبانية: Leonardo Vaca) (24 نوفمبر 1995 بسانتا كروز دي لا سييرا في بوليفيا - ) هو لاعب كرة قدم بوليفي في مركز الهجوم. شارك مع منتخب بوليفيا تحت 20 سنة لكرة القدم. أما مع النوادي، فقد لعب مع نادي بلومينغ.

## وصلات خارجية
- ليوناردو فاكا على موقع قاعدة بيانات كرة القدم.إي يو (الإنجليزية)
- ليوناردو فاكا على موقع ناشيونال فوتبول تيمز (الإنجليزية)
- ليوناردو فاكا على موقع Soccerway.com (الإنجليزية)
- ليوناردو فاكا على موقع AS.com (الإسبانية)